# When the Sun Goes Down (canção)
"When the Sun Goes Down" é o segundo single da banda Arctic Monkeys, lançado no dia 16 de janeiro de 2006. A música traz como tema a prostituição no distrito de Neepsend, em Sheffield, e foi originalmente intitulada "Scummy". Assim como o primeiro single da banda, I Bet You Look Good On The Dancefloor, a canção atingiu a primeira posição nas paradas britânicas. A faixa faz parte do álbum de estréia da banda, Whatever People Say I Am, That's What I'm Not, que foi lançado na semana seguinte à divulgação do single. O verso "and he told Roxanne to put on her red light," é uma referência à música "Roxanne", do The Police, que envolve a mesma temática. A capa do single mostra uma rua em Sheffield.

## Conteúdo
A letra da canção conta uma história a partir do ponto de vista de um indivíduo que se mostra preocupado ao ser assediado por uma prostituta; ele então observa um "homem canalha" que anda pela vizinhança. Está subtendido que o homem é o cafetão da garota ou o seu cliente. Essa parte da música consiste somente dos vocais de Alex Turner acompanhado de uma guitarra elétrica. Após o verso "I said he's a scumbag don't you know", a música muda drasticamente em uma batida rápida em que o baixo acompanha a guitarra. Na letra da música, agora cantada de maneira mais venenosa, a prostituta se oferece ao narrador da canção e ele a rejeita educadamente; ele então observa o "homem canalha" buscá-la em um Ford Mondeo. A garota fica "encantada ao vê-lo" porque "ela deve estar congelando, pouco vestida sob o céu limpo da noite".  O refrão consiste na constante repetição do verso "they said it changes when the sun goes down around here" (dizem que muda quando o sol se põe por aqui"), com destaque para a evidente diferença entre o aspecto da cidade durante o dia e a obscuridade da zona de prostituição que o narrador observa à noite. Após o segundo refrão, a música retorna ao estilo do início. O último verso, "I hope you're not involved at all" (espero que você não esteja envolvida"), pode expressar o desapontamento do narrador ao ver que a garota sucumbiu à prostituição ou ser um aviso a quem ele conta a história, que também pode estar envolvida com o homem canalha - ou mesmo aos próprios ouvintes.

## Videoclipe
O  videoclipe da música foi dirigido por Paul Fraser e estreou no dia 21 de dezembro de 2005, na MTV Rocks. O vídeo tem a participação de Lauren Socha e Stephen Graham.
O clipe se utilizou de imagens do filme "Scummy Man", que foi baseado na canção e conta a história de Nina, a garota sem nome da música.

## Faixas
Todas as letras escritas por Alex Turner, todas as músicas compostas por Arctic Monkeys.
| CD  |                          |         |  |
| N.º | Título                   | Duração |  |
| 1.  | "When the Sun Goes Down" | 3:20    |  |
| 2.  | "Stickin' to the Floor"  | 1:18    |  |
| 3.  | "7"                      | 2:10    |  |

| 7"  |                          |         |  |
| N.º | Título                   | Duração |  |
| 1.  | "When the Sun Goes Down" | 3:20    |  |
| 2.  | "Settle for a Draw"      | 3:19    |  |

| 12" |                          |         |  |
| N.º | Título                   | Duração |  |
| 1.  | "When the Sun Goes Down" | 3:20    |  |
| 2.  | "Stickin' to the Floor"  | 1:18    |  |
| 3.  | "Settle for a Draw"      | 3:19    |  |
| 4.  | "7"                      | 2:10    |  |